# 新柏林 (纽约州)
新柏林（英語：New Berlin）是位于美国纽约州希南戈县的一个镇，地处希南戈县东端、诺威奇东北。2010年美国人口普查时，该镇有2682人。1807年，新柏林镇从诺威奇镇分出，正式建立。其名称源于康涅狄格州的柏林。